# Make It Big
| 전문가 평가      | 전문가 평가 |
| 평가 점수        | 평가 점수   |
| 출처             | 점수        |
| ---------------- | ----------- |
| AllMusic         | [ 1 ]       |
| Robert Christgau | B           |
| Rolling Stone    | [ 3 ]       |

《Make It Big》은 1984년에 발매된 영국의 팝 듀오 왬!의 두 번째이자 마지막 스튜디오 음반이다. 그들의 이전 작업과 비교하여, 조지 마이클이 유일한 인정받는 프로듀서가 되었기 때문에, 이 듀오는 음반 제작에 대한 더 많은 통제권을 가지고 있었고, 1986년 그룹이 해체될 때까지 그는 이후 모든 음반 발매를 보유하게 되었다. 이 음반은 영국과 미국에서 모두 1위를 차지했고, 4개의 싱글을 발매했으며, 모두 대서양 양쪽 차트에서 1위를 차지했다.
미국 이외의 지역에서는 〈Careless Whisper〉가 싱글로 발매되었을 때 조지 마이클의 솔로 활동으로 인정받았고, 〈Everything She Wants〉는 나중에 다음 음반인 《Music from the Edge of Heaven》에 수록된 〈Last Christmas〉와 더블 A-사이드로 발매되었다.
1994년 이 음반의 10주년이 된 지 몇 주 만에 미국에서 6배 플래티넘 인증을 받았다.

## 배경 및 제작
이 음반은 1984년 7월 초에 시작하여 6주 동안 프랑스 남부에 있는 미라발 스튜디오에서 대부분 작곡되고 녹음되었다. 이것은 조지가 언론의 관심을 피해 평화롭게 일할 수 있게 해주었다. 앤드루 리즐리에 따르면, 프랑스 남부에서 녹음을 하기로 한 결정은 주로 세금상의 이유뿐만 아니라 더운 날씨로 인해 그들이 여름을 보내기에 이상적인 장소이기 때문이라고 한다. 게다가, 런던에서 1시간 30분 거리에 있었고, 마이클은 "〈Careless Whisper〉를 위해 계속 일을 해야 했다"고 말했다. 〈Careless Whisper〉, 〈Wake Me Up Before You Go-Go〉처럼 라이브 리듬 섹션으로 녹음된 곡이 대부분이다.
메인 음반 크레딧은 런던의 굿 어스 스튜디오와 파리의 마르카데 스튜디오에서 혼합된 것으로 보고 있다. 그러나 엔지니어 포터가 밝혔듯이, 이 음반의 대부분은 삼 웨스트의 스튜디오 2(〈Careless Whisper〉와 〈Wake Me Up Before You Go-Go〉가 녹음된 곳)에서 믹싱되었으며, 일부는 이미 미라발 스튜디오에서 믹싱이 완료되었다.

## 곡 목록
모든 곡들은 특별한 언급이 없는 한 조지 마이클에 의해 작사/작곡하였다.
| #  | 제목                            | 작사·작곡                                   | 재생 시간 |
| -- | ------------------------------- | ------------------------------------------- | --------- |
| 1. | 〈Wake Me Up Before You Go-Go〉 |                                             | 3:50      |
| 2. | 〈Everything She Wants〉        |                                             | 5:01      |
| 3. | 〈Heartbeat〉                   |                                             | 4:42      |
| 4. | 〈Like a Baby〉                 |                                             | 4:12      |
| 5. | 〈Freedom〉                     |                                             | 5:01      |
| 6. | 〈If You Were There〉           | 어니 아이즐리, 마빈 아이즐리, 크리스 재스퍼 | 3:38      |
| 7. | 〈Credit Card Baby〉            |                                             | 5:08      |
| 8. | 〈Careless Whisper〉            | 마이클, 앤드루 리즐리                       | 6:30      |

## 인증
| 국가                                                                                         | 인증        | 판매량/출하량 |
| -------------------------------------------------------------------------------------------- | ----------- | ------------- |
| 캐나다 (뮤직 캐나다)                                                                         | 6× 플래티넘 | 600,000^      |
| 덴마크 (IFPI Danmark)                                                                        | 골드        | 10,000        |
| 핀란드 (Musiikkituottajat)                                                                   | 플래티넘    | 53,465        |
| 프랑스 (SNEP)                                                                                | 2× 골드     | 429,500       |
| 독일 (BVMI)                                                                                  | 골드        | 250,000^      |
| 홍콩 (IFPI 홍콩)                                                                             | 플래티넘    | 20,000*       |
| Japan (Oricon Charts)                                                                        | —           | 821,000       |
| 네덜란드 (NVPI)                                                                              | 플래티넘    | 100,000^      |
| 뉴질랜드 (RMNZ)                                                                              | 플래티넘    | 15,000^       |
| 영국 (BPI)                                                                                   | 4× 플래티넘 | 1,300,000     |
| 미국 (RIAA)                                                                                  | 6× 플래티넘 | 6,000,000^    |
| *판매량을 기반으로 한 인증 · ^출하량을 기반으로 한 인증 · 판매량+스트리밍을 기반으로 한 인증 |             |               |